# Mieke Kröger
Mieke Kröger (Bielefeld, 18 de julio de 1993) es una deportista alemana que compite en ciclismo en las modalidades de pista y ruta.
Participó en tres Juegos Olímpicos de Verano, entre los años 2016 y 2024, obteniendo una medalla de oro en Tokio 2020, en la prueba de persecución por equipos (junto con Franziska Brauße, Lisa Brennauer y Lisa Klein).
Ganó tres medallas en el Campeonato Mundial de Ciclismo en Pista, en los años 2021 y 2024, y once medallas en el Campeonato Europeo de Ciclismo en Pista entre los años 2014 y 2025.
En carretera obtuvo cuatro medallas en el Campeonato Mundial de Ciclismo en Ruta entre los años 2015 y 2021, y cinco medallas en el Campeonato Europeo de Ciclismo en Ruta entre los años 2019 y 2024.

## Medallero internacional
| Juegos Olímpicos   | Juegos Olímpicos         | Juegos Olímpicos  | Juegos Olímpicos        |
| Año                | Lugar                    | Medalla           | Competición             |
| ------------------ | ------------------------ | ----------------- | ----------------------- |
| 2020               | Tokio (Japón)            | Medalla de oro    | Persecución por equipos |
| Campeonato Mundial |                          |                   |                         |
| Año                | Lugar                    | Medalla           | Competición             |
| 2021               | Roubaix (Francia)        | Medalla de oro    | Persecución por equipos |
| 2021               | Roubaix (Francia)        | Medalla de bronce | Persecución individual  |
| 2024               | Ballerup (Dinamarca)     | Medalla de plata  | Persecución por equipos |
| Campeonato Europeo |                          |                   |                         |
| Año                | Lugar                    | Medalla           | Competición             |
| 2014               | Baie-Mahault (Francia)   | Medalla de plata  | Persecución individual  |
| 2018               | Glasgow (Reino Unido)    | Medalla de bronce | Persecución por equipos |
| 2019               | Apeldoorn (Países Bajos) | Medalla de plata  | Persecución por equipos |
| 2021               | Grenchen (Suiza)         | Medalla de oro    | Persecución por equipos |
| 2022               | Múnich (Alemania)        | Medalla de oro    | Persecución individual  |
| 2022               | Múnich (Alemania)        | Medalla de oro    | Persecución por equipos |
| 2023               | Grenchen (Suiza)         | Medalla de bronce | Persecución individual  |
| 2023               | Grenchen (Suiza)         | Medalla de bronce | Persecución por equipos |
| 2024               | Apeldoorn (Países Bajos) | Medalla de bronce | Persecución por equipos |
| 2025               | Heusden-Zolder (Bélgica) | Medalla de plata  | Persecución por equipos |
| 2025               | Heusden-Zolder (Bélgica) | Medalla de bronce | Persecución individual  |

| Campeonato Mundial | Campeonato Mundial        | Campeonato Mundial | Campeonato Mundial              |
| Año                | Lugar                     | Medalla            | Competición                     |
| ------------------ | ------------------------- | ------------------ | ------------------------------- |
| 2015               | Richmond (Estados Unidos) | Medalla de oro     | Contrarreloj por equipos        |
| 2016               | Doha (Catar)              | Medalla de plata   | Contrarreloj por equipos        |
| 2019               | Yorkshire (Reino Unido)   | Medalla de plata   | Contrarreloj por relevos mixtos |
| 2021               | Flandes (Bélgica)         | Medalla de oro     | Contrarreloj por relevos mixtos |
| Campeonato Europeo |                           |                    |                                 |
| Año                | Lugar                     | Medalla            | Competición                     |
| 2019               | Alkmaar (Países Bajos)    | Medalla de plata   | Contrarreloj por relevos mixtos |
| 2020               | Plouay (Francia)          | Medalla de oro     | Contrarreloj por relevos mixtos |
| 2021               | Trento (Italia)           | Medalla de plata   | Contrarreloj por relevos mixtos |
| 2023               | Drenthe (Países Bajos)    | Medalla de bronce  | Contrarreloj por relevos mixtos |
| 2024               | Limburgo (Bélgica)        | Medalla de plata   | Contrarreloj por relevos mixtos |

## Palmarés

### Pista
2012 (como amateur)
- Campeonato de Alemania Persecución
- 2.ª en el Campeonato de Alemania Persecución por Equipos (haciendo equipo con Lisa Fischer, Marie Theres Ludwig y Franziska Merten)

2013
- Aguascalientes Persecución por Equipos (haciendo equipo con Tatjana Paller, Stephanie Pohl y Gudrun Stock)
- Campeonato de Alemania Omnium
- 3.ª en el Campeonato de Alemania Scratch

2014
- Campeonato Europeo Persecución sub-23
- 2.ª en el Campeonato Europeo Persecución

2015
- Campeonato de Alemania Persecución
- 3.ª en el Campeonato Europeo Persecución sub-23
- 2.ª en el Campeonato Europeo Persecución por Equipos sub-23 (haciendo equipo con (Lisa Klein, Anna Knauer y  Gudrun Stock)

### Ruta
2012 (como amateur)
- 2.ª en el Campeonato Europeo Contrarreloj sub-23

2014
- Campeonato Europeo Contrarreloj sub-23

2015
- Campeonato de Alemania Contrarreloj
- Campeonato Europeo Contrarreloj sub-23

2016
- Campeonato de Alemania en Ruta

2019
- 1 etapa del Healthy Ageing Tour
- 2 etapas de la Gracia-Orlová
- 2.ª en el Campeonato de Alemania Contrarreloj
- Lotto Belgium Tour, más 1 etapa

2023
- Campeonato de Alemania Contrarreloj

2024
- Campeonato de Alemania Contrarreloj

## Resultados en Grandes Vueltas y Campeonatos del Mundo
Durante su carrera deportiva ha conseguido los siguientes puestos en las Grandes Vueltas femeninas y en los Campeonatos del Mundo en carretera:
| Carrera              | Carrera              | 2013 | 2014 | 2015 | 2016 | 2017 | 2018 | 2019 | 2020 | 2021 | 2022 | 2023 |
| -------------------- | -------------------- | ---- | ---- | ---- | ---- | ---- | ---- | ---- | ---- | ---- | ---- | ---- |
|                      | Giro de Italia       | —    | —    | Ab.  | —    | —    | —    | —    | —    | —    | —    | —    |
|                      | Tour de l'Aude       | X    | X    | X    | X    | X    | X    | X    | X    | X    | X    | X    |
|                      | Tour de Francia      | X    | X    | X    | X    | X    | X    | X    | X    | X    | ―    | ―    |
| Mundial en Ruta      | Mundial en Ruta      | —    | —    | —    | 72.ª | —    | —    | —    | 99.ª | —    | Ab.  | ―    |
| Mundial Contrarreloj | Mundial Contrarreloj | —    | 4.ª  | 19.ª | —    | —    | —    | —    | 8.ª  | —    | 12.ª | 18.ª |

| —: No participó | Ab: Abandono | X: Edición no celebrada |

## Equipos
- Futurumshop.nl (2013-2014)
  - Team Futurumshop.nl (2013)
  - Futurumshop.nl-Zannata (2014)
- Velocio-SRAM (2015)
- Canyon SRAM Racing (2016-2017)
- Team Virtu Cycling Women (2018-2019)
- Hitec Products (2020-2021)
  - Hitec Products (2020)
  - Team Coop-Hitec Products (2021)
- Human Powered Health (2022-2023)